# Krueng Kluet
Krueng Kluet is een bestuurslaag in het regentschap Aceh Selatan van de provincie Atjeh, Indonesië. Krueng Kluet telt 922 inwoners (volkstelling 2010).